# کپلک جگر جنوب شرق آسیا
کپلک جگر جنوب شرق آسیا (نام علمی: Opisthorchis viverrini) نام یک گونه از رده دوکامیان است.